# Anmälningspliktig sjukdom

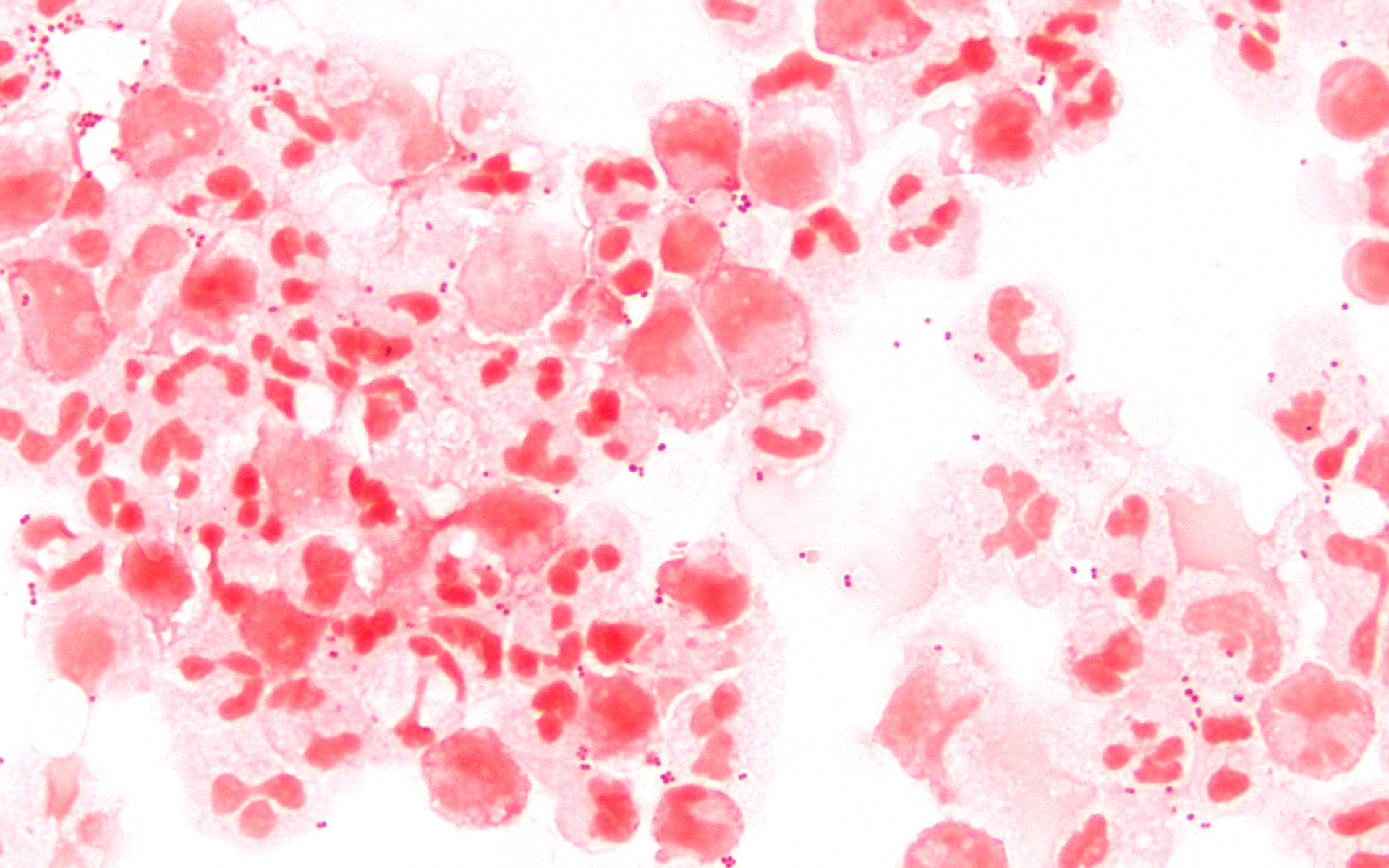
Meningokockinfektion är anmälningspliktig om den som här är invasiv, växt av N. meningitidis i cerebrospinalvätska vid hjärnhinneinflammation

Anmälningspliktig sjukdom är i Sverige en sjukdom som, när den upptäcks, enligt föreskrifter i smittskyddslagen, smittskyddsförordningen eller andra smittskyddsförordningar skall anmälas av behandlande läkare till smittskyddsläkaren i regionen och till Folkhälsomyndigheten.
Läkare har anmälningsplikt enligt 2 kap. 5 § smittskyddslagen och anmälan bryter den sjukvårdssekretess som gäller enligt Offentlighets- och sekretesslagen med stöd av 8 kap. 7 § smittskyddslagen. Anmälningsplikten gäller inte bara behandlande läkare utan även läkare vid mikrobiologiska laboratorier samt patologer och rättsmedicinare som utför obduktioner. Den information som ska vidarebefordras specificeras i smittskyddslagens andra kapitel som: namn, personnummer/samordningsnummer, adress, sannolik smittkälla, sannolik smittväg, åtgärder som vidtagits för att förhindra smittspridning och slutligen alla andra uppgifter av betydelse för smittskyddet. Patienten är skyldig enligt smittskyddslagen att medverka för att förhindra smittspridning.
Vilka sjukdomar som skall anmälas varierar betydligt från land till land, där Sverige, Finland och Norge har bland de mest omfattande systemen.
Folkhälsomyndigheten sammanställer en förteckning över vilka sjukdomar som är anmälningspliktiga. Många av de anmälningspliktiga sjukdomarna är också klassade som smittspårningspliktiga, varav flera är klassade som allmänfarliga, varav endast fyra betraktas som så skadliga att de är klassade som samhällsfarliga. Vilken status olika sjukdomar har bestäms av vilka som ingår i smittskyddslagens och smittskyddsförordningens bilagor och är föremål för löpande revision. Den 5 januari 2025 var de:
| Anmälningspliktiga sjukdomar                                           |                   |                       |              |                |
| Sjukdom                                                                | Anmälningspliktig | Smittspårningspliktig | Allmänfarlig | Samhällsfarlig |
| Atypiska mykobakterier                                                 | x                 |                       |              |                |
| Beta-hemolyserande streptokocker grupp A, GAS (invasiv infektion)      | x                 |                       |              |                |
| Botulism                                                               | x                 | x                     |              |                |
| Brucellos                                                              | x                 | x                     |              |                |
| Campylobacterinfektion                                                 | x                 | x                     | x            |                |
| Covid-19                                                               | x                 |                       |              |                |
| Creutzfeldt-Jakobs sjukdom (variant)                                   | x                 |                       |              |                |
| Cryptosporidiuminfektion                                               | x                 | x                     |              |                |
| Denguefeber                                                            | x                 |                       |              |                |
| Difteri                                                                | x                 | x                     | x            |                |
| Ebolavirusinfektion                                                    | x                 | x                     | x            | x              |
| Echinokockinfektion                                                    | x                 | x                     |              |                |
| Entamoeba histolytica                                                  | x                 | x                     |              |                |
| Enterobacteriaceae som producerar ESBL                                 | x                 |                       |              |                |
| Enterobacteriaceae som producerar ESBL av karbapenemastyp (ESBL-CARBA) | x                 | x                     |              |                |
| Enterohemorragisk E. coli (EHEC)                                       | x                 | x                     | x            |                |
| Fågelinfluensa (H5N1)                                                  | x                 | x                     | x            |                |
| Giardiainfektion                                                       | x                 | x                     | x            |                |
| Gonorré                                                                | x                 | x                     | x            |                |
| Gula febern                                                            | x                 |                       |              |                |
| Haemophilus influenzae (invasiv infektion)                             | x                 |                       |              |                |
| Harpest (tularemi)                                                     | x                 |                       |              |                |
| Hepatit A, B, C, D och E                                               | x                 | x                     | x            |                |
| HIVinfektion                                                           | x                 | x                     | x            |                |
| HTLV I eller II                                                        | x                 | x                     | x            |                |
| Influensa                                                              | x                 |                       |              |                |
| Kikhosta                                                               | x                 | x                     |              |                |
| Klamydiainfektion                                                      | x                 | x                     | x            |                |
| Kolera                                                                 | x                 | x                     | x            |                |
| Legionellainfektion                                                    | x                 | x                     |              |                |
| Leptospirainfektion                                                    | x                 |                       |              |                |
| Listeriainfektion                                                      | x                 | x                     |              |                |
| Malaria                                                                | x                 |                       |              |                |
| Marburgvirusinfektion                                                  | x                 | x                     | x            | x              |
| Meningokockinfektion (invasiv)                                         | x                 |                       |              |                |
| Mers-virusinfektion                                                    | x                 | x                     |              |                |
| Meticillinresistenta gula stafylokocker (MRSA)                         | x                 | x                     | x            |                |
| Mjältbrand                                                             | x                 | x                     | x            |                |
| Mpox                                                                   | x                 | x                     | x            |                |
| Mässling                                                               | x                 | x                     |              |                |
| Papegojsjuka                                                           | x                 | x                     |              |                |
| Paratyfoidfeber                                                        | x                 | x                     | x            |                |
| Pest                                                                   | x                 | x                     | x            |                |
| Pneumokocker med nedsatt känslighet för penicillin G                   | x                 | x                     | x            |                |
| Pneumokockinfektion (invasiv)                                          | x                 |                       |              |                |
| Polio                                                                  | x                 | x                     | x            |                |
| Påssjuka                                                               | x                 | x                     |              |                |
| Q-feber                                                                | x                 |                       |              |                |
| Rabies                                                                 | x                 | x                     | x            |                |
| Rotavirus                                                              | x                 |                       |              |                |
| Röda hund                                                              | x                 | x                     |              |                |
| Salmonellainfektion                                                    | x                 | x                     | x            |                |
| Svår akut respiratorisk sjukdom (SARS)                                 | x                 | x                     | x            | x              |
| Shigellainfektion                                                      | x                 | x                     | x            |                |
| Smittkoppor                                                            | x                 | x                     | x            | x              |
| Sorkfeber (nephropathia epidemica)                                     | x                 |                       |              |                |
| Stelkramp                                                              | x                 |                       |              |                |
| Syfilis                                                                | x                 | x                     | x            |                |
| TBE                                                                    | x                 |                       |              |                |
| Trikinos                                                               | x                 | x                     |              |                |
| Tuberkulos                                                             | x                 | x                     | x            |                |
| Tyfoidfeber                                                            | x                 | x                     | x            |                |
| Vancomycinresistenta enterokocker (VRE)                                | x                 | x                     |              |                |
| Vibrioinfektion (exklusive kolera)                                     | x                 | x                     |              |                |
| Viral meningoencefalit                                                 | x                 |                       |              |                |
| Virala hemorragiska febrar (exklusive denguefeber och sorkfeber)       | x                 | x                     | x            |                |
| Yersiniainfektion                                                      | x                 | x                     |              |                |